# Магомедов, Джапар Мусагаджиевич
Джапар (Джафар) Мусагаджиевич Магомедов (31 октября 2000) — российский спортсмен, специализируется по ушу. Чемпион России по ушу.

## Спортивная карьера
В мае 2018 года в Москве стал победителем чемпионата Европы до 17 лет. В 2019 году стал чемпионом Европы. В 2019 году стал чемпионом мира. В январе 2020 года в Каспийске завоевал титул чемпиона Дагестана. В декабре 2020 года во Владимире стал обладателем Кубка России. В феврале 2021 года в Каспийске стал чемпионом Дагестана. В марте 2021 года в Москве стал чемпионом России по ушу. В феврале 2022 года в Каспийске победил на чемпионате Дагестана. В 2023 году выиграл кубок России. В 2024 году стал чемпионом Дагестана. В апреле 2024 года в Москве, одолев в финале Абдулгалима Нуритдинова из Дагестана, стал чемпионом России. В июне 2024 году в Казани, победив в финале спортсмена из Ирана Мохаммада Реза Риги, стал чемпионом игр БРИКС. 

## Спортивные достижения
- Чемпионат Европы по ушу среди юниоров — ;
- Чемпионат России по ушу 2021 — ;
- Чемпионат России по ушу 2024 — ;
- Спортивные игры БРИКС 2024 — ;